# دومينيك كوتارسكي
دومينيك كوتارسكي (10 فبراير 2000 في كرواتيا - ) (بالكرواتية: Dominik Kotarski)‏ هو لاعب كرة قدم كرواتي في مركز حراسة المرمى. لعب مع أياكس أمستردام.

## وصلات خارجية
- دومينيك كوتارسكي على موقع الاتحاد الأوربي (الإنجليزية)
- دومينيك كوتارسكي على موقع اتحاد كرواتيا (الكرواتية)
- دومينيك كوتارسكي على موقع إي إس بي إن إف سي (الإنجليزية)
- دومينيك كوتارسكي على موقع قاعدة بيانات كرة القدم.إي يو (الإنجليزية)
- دومينيك كوتارسكي على موقع Soccerbase.com (لاعب) (الإنجليزية)
- دومينيك كوتارسكي على موقع Soccerway.com (الإنجليزية)
- دومينيك كوتارسكي على موقع عالم كرة القدم.نت (الإنجليزية)
- دومينيك كوتارسكي على موقع AS.com (الإسبانية)